# Poissonnière (Métro Paris)

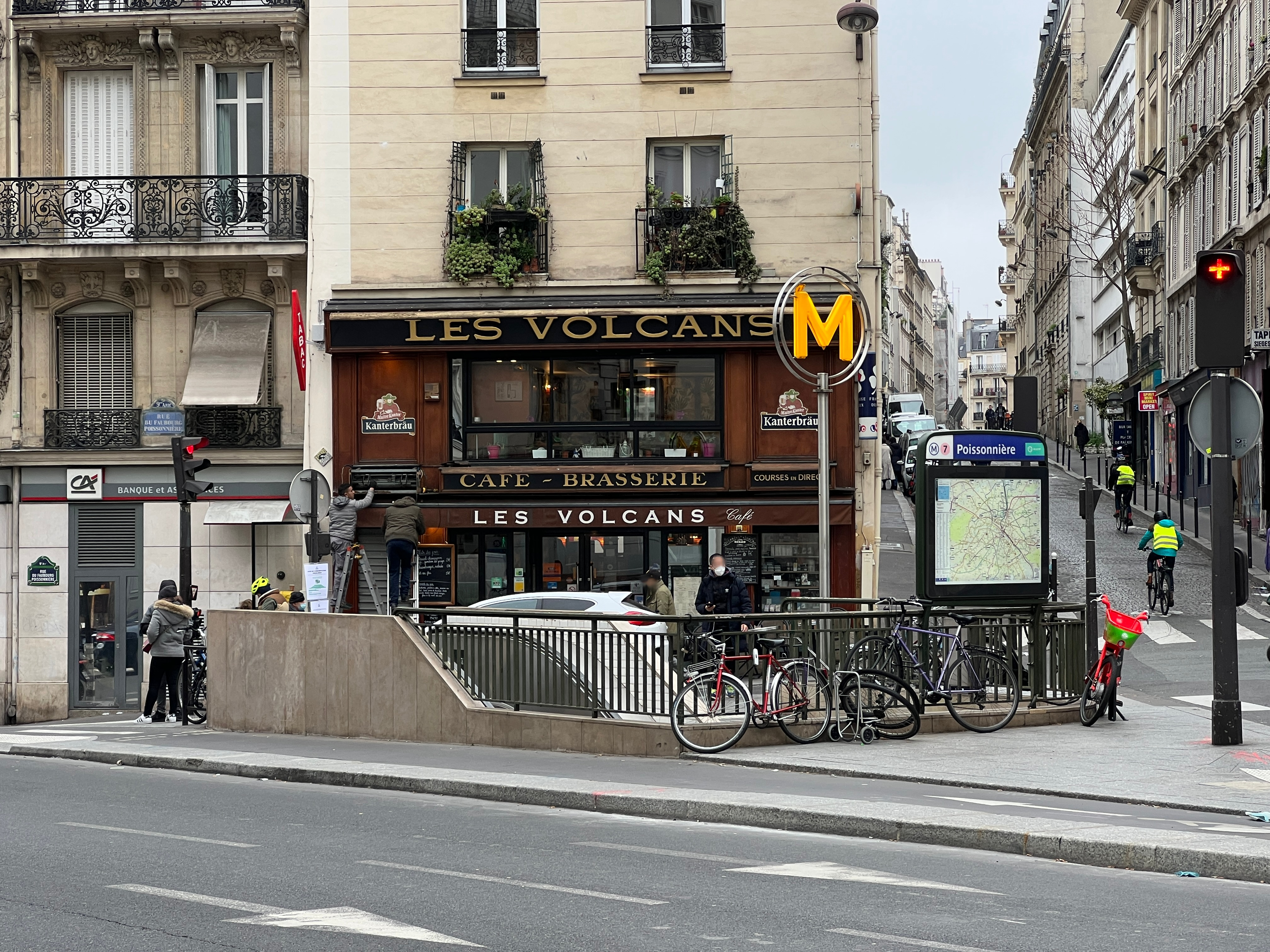
Zugang an der Rue La Fayette

Poissonnière [pwasɔnjɛʁ] ist eine unterirdische Station der Linie 7 der Pariser Métro.

## Lage
Der U-Bahnhof befindet sich am Schnittpunkt der Quartiers du Faubourg Montmartre und Rochechouart im 9. Arrondissement mit den Quartiers de la Porte-Saint-Denis und Saint-Vincent-de-Paul im 10. Arrondissement von Paris. Er liegt längs unter der Rue La Fayette in Höhe deren Kreuzung mit der Rue du Faubourg Poissonière.

## Name
Namengebend ist die Rue du Faubourg Poissonière. Sie ist die nördliche Fortsetzung der Rue Poissonière, die ursprünglich Rue des Poissonniers et des Poissonnières (dt.: Straße der Fischhändler und Fischhändlerinnen) hieß. Über diesen Straßenzug wurden üblicherweise frische Seefische von den Hafenstädten am Ärmelkanal an den ehemaligen Großmarkt Halles de Paris geliefert.
In ihrer Gesamtheit wurde die einer alten Römerstraße folgende Route von der Küste nach Paris bereits 1307 Chemin de la Marée bzw. Chemin des Poissonniers genannt. Die im Pariser Norden an ihr entstandene Vorstadt (fr: faubourg) erhielt vor diesem Hintergrund den Namen Faubourg Poissonière.

## Geschichte und Beschreibung
Die Station wurde am 5. November 1910 in Betrieb genommen, als der Abschnitt der Linie 7 von Opéra bis Porte de la Villette eröffnet wurde.
Unter einem elliptischen Deckengewölbe mit gekrümmten, weiß gefliesten Wänden weist die Station Seitenbahnsteige an zwei parallelen Streckengleisen auf. Sie hat die ursprüngliche Pariser Standardlänge von 75 m.
Die drei Zugänge liegen beiderseits der Rue La Fayette an deren Kreuzung (seit 1988: Place du 8-Novembre-1942) mit der Rue du Faubourg Poissonière. Sie sind durch in den 1950er Jahren eingeführte Masten markiert, die ein gelbes „M“ in einem Doppelring tragen. Der nördliche Zugang ist mit einer Rolltreppe ausgestattet.

## Fahrzeuge
Auf der Linie 7 verkehren konventionelle Fünf-Wagen-Züge der Baureihe MF 77. Zwischen 1971 und 1979 liefen dort Züge der Baureihe MF 67, davor solche der Bauart Sprague-Thomson.